# 色齒背甲鯰
色齒背甲鯰，為輻鰭魚綱鯰形目甲鯰科的其中一種，為熱帶淡水魚，分布於南美洲巴西Tapajós河上游流域，體長可達3.3公分，棲息在水質清澈、沙底質的溪流淺水域，生活習性不明。

## 扩展阅读
維基物種上的相關：色齒背甲鯰